# Linia kolejowa Dijon – Saint-Amour
Linia kolejowa Dijon – Saint-Amour – linia kolejowa we Francji, łącząca Dijon z Saint-Amour. Stanowi alternatywę dla linii Paryż – Marsylia na odcinku Dijon – Lyon.
Została wybudowana w latach 1882 - 1883. Obecnie jest linią zelektryfikowaną i dwutorową o numerze 860 000.